# Коваленко Світлана Володимирівна
Світлана Володимирівна Коваленко, до шлюбу Клочкова (нар. 29 березня 1973, Київська область, Броварський район, село Погреби) — українська співачка, економістка, педагогиня та громадська діячка, заслужена артистка естрадного мистецтва (2025).

## Біографія
Світлана Клочкова народилася 29 березня 1973 року в селі Погреби, Київської області, Броварського району. Мати — Клочкова (Петренко) Галина Федорівна родом з села Вільча Поліського району, батько — Клочков Володимир Леонідович (хрещена мати та двоюрідна тітка — народна артистка України Таїсія Литвиненко), народився в селі Погреби.
Жагу до співу проявила з раннього дитинства. Співала у шкільному вокально-інструментальному ансамблі, у 1987 році закінчила музичну школу № 13 ім. М. Глінки, диригентсько-хоровий відділ (клас Олександри Салій). Після закінчення школи вступила до Київського технікуму радіоелектроніки. Тут при клубі самодіяльності існували і хор, і вокально-інструментальний ансамбль, і українське тріо, і, на той час, ансамбль радянської пісні, і агітбригада, і драматичний гурток, у яких Світлана брала активну участь.
У 1991 році вступає до Київського інституту народного господарства (нині Київський національний економічний університет імені Вадима Гетьмана), де отримує диплом магістра з економіки за фахом менеджмент проєктів та консалтинг. Але бажання співати не покидає, і тому вступає на факультет мистецтв Сумського державного педагогічного університету імені А. С. Макаренка, а потім до Інституту мистецтв Національної академії керівних кадрів культури і мистецтв, клас вокалу Фемія Мустафаєва.
З 2005 року по 2012 роки співала в оперній студії Центрального будинку офіцерів м. Києва під керівництвом народної артистки України, оперної співачки Віри Любимової, де створила не мало цікавих образів: Катерини та Матері (з опери М. Аркаса «Катерина»), Одарки (з опери С. Гулака—Артемовського «Запорожець за Дунаєм»), Ганни (з опери М. Вериківського «Наймичка») та інших.
У 1992 році взяла шлюб з Сергієм Коваленком, а у 1994 році народила доньку Ганну.

## Творча діяльність
Активною творчою діяльністю почала займатися з 2003 року. Протягом цього часу стала лауреаткою всеукраїнських та міжнародних конкурсів:
- міжнародного конкурсу старовинного російського романсу ім. Ізабелли Юр'євої (Естонія, Таллінн, 2007);
- фестивалю—конкурсу української пісні ім. Б. Гмирі «З іменем славетного земляка» (2007);
- всеукраїнського радіофестивалю сучасного романсу «Осіннє рандеву» (2007)
- міжнародного пісенного конкурсу «Доля» (2008);
- всеукраїнської студентської олімпіади зі спеціальності «Музичне мистецтво» (2008);
- Міжнародного фестивалю культури «Гребінчині вечорниці» (2017);
- міжнародного конкурсу-фестивалю «Соло співочого серця» (Київ, 2017; Барселона, Іспанія, 2018);
- міжнародного конкурсу «Тарас Шевченко єднає народи» (2019).

Брала участь у фестивалях:
- IV музичному фестивалі «Золоті сторінки вокального мистецтва» при свячений 250—річчю від дня народження В. А. Моцарта (Київ, 2006);
- І фестивалі молодіжного бачення творчості Т.Шевченка (Львів, 2007);
- IV міжнародному конкурсі—фестивалі вокалістів «Песня городу» (Литва, Каунас, 2009).

Захоплюється творчістю українських композиторів та поетів. Має програми на слова Тараса Шевченка, Лесі Українки, Володимира Сосюри. Програми присвячені творчості композиторів: Платона та Георгія Майбород, Віктора Косенка, Ігоря Шамо, Олександра Білаша, Анатолія Кос-Анатольського та інших. Протягом творчої діяльності створила програми «Сторінками української опери», українських пісень та романсів, «Мелодії Шопена», старовинних російських романсів, духовної музики, пам'яті відомих оперних та камерних виконавців (Марії Литвиненко-Вольгемут, Оксані Петрусенко, Вадиму Козину, Ізабеллі Юр'євій, виконавцю циганських романсів Анатолію Тітову та іншим виконавцям), а також програму за участю ансамблю домристів під керівництвом професора Київської консерваторії Любові Матвійчук, та багато інших.
Співпрацює з такими поетами як Станіслав Шевченко, Зоя Кучерява, Катерина Вишинська, Антонія Цвид, Ніна Цуканова—Гринько, Лариса Петрова, Мар'ян Гаденко, а також композиторами: Остапом Гавришем, Анатолієм Лавренчуком, Сергієм Новохацьким, Олександром Овсєєвим, Мар'яном Гаденко.

## Громадська діяльність
Протягом багатьох років займається просвітницькою діяльністю, знайомить молодь з творчістю українських класичних та сучасних композиторів та поетів.
Є членом журі Міжнародного фестивалю культури «Гребінчині вечорниці» та Всеукраїнського фестивалю мистецтв «Майбутнє України-діти!»

## Нагороди
- Медаль «За служіння мистецтву» (2019)
- Пам'ятна медаль 3 ступеня «За меценатство» (Міжнародний доброчинний фонд «Українська хата») (2020)

## Дискографія
1. «Маріє…» (2007);
2. «Тече вода» (2014) — до 200-річчя з дня народження Тараса Григоровича Шевченка;
3. «Над Дніпровою сагою» (2014) — до 200-річчя з дня народження Тараса Григоровича Шевченка;
4. «Фредерік Шопен (опус 74)» (2014)]];